# Diego Van Looy
Diego Van Looy (Malinas, 1 de noviembre de 1990) es un deportista belga que compite en duatlón. Ganó una medalla de oro en el Campeonato Mundial de Duatlón de Larga Distancia de 2019.

## Palmarés internacional
| Campeonato Mundial | Campeonato Mundial | Campeonato Mundial | Campeonato Mundial |
| Año                | Lugar              | Medalla            | Prueba             |
| ------------------ | ------------------ | ------------------ | ------------------ |
| 2019               | Zofingen (Suiza)   | Medalla de oro     | Individual         |